# Glypta occulta
Glypta occulta är en stekelart som beskrevs av Dasch 1988. Glypta occulta ingår i släktet Glypta och familjen brokparasitsteklar. Inga underarter finns listade i Catalogue of Life.